# Esko (Minnesota)
Esko ist eine Siedlung auf gemeindefreiem Gebiet im Carlton County im Westen des US-amerikanischen Bundesstaates Minnesota. Zu statistischen Zwecken ist der Ort zu einem Census-designated place (CDP) zusammengefasst worden. Das U.S. Census Bureau hat bei der Volkszählung 2020 eine Einwohnerzahl von 2.082 ermittelt.

## Geografie
Esko liegt rund 5 km nordwestlich der Grenze zu Wisconsin auf 46°42′21″ nördlicher Breite, 92°21′48″ westlicher Länge und erstreckt sich über 12,59 km². Der Ort liegt im Zentrum der Thomson Township.
Benachbarte Orte von Esko sind Scanlon (5,6 km westlich), Proctor (14,4 km nordöstlich), Thomson (6,5 km südsüdwestlich) und Carlton (8,7 km südwestlich).
Die nächstgelegenen größeren Städte sind Minneapolis (225 km südsüdwestlich), Minnesotas Hauptstadt Saint Paul (221 km in der gleichen Richtung), Eau Claire in Wisconsin (266 km südsüdöstlich), Duluth am Oberen See (25,2 km nordöstlich), Thunder Bay in Kanada (330 km nordöstlich) und Fargo in North Dakota (375 km westlich).
Die Grenze zu Kanada befindet sich 260 km nördlich.

## Verkehr
Entlang des südlichen Ortsrandes verläuft die Interstate 35, die kürzeste Verbindung von den Twin Cities nach Duluth. Die County Road 61 verläuft in West-Ost-Richtung als Hauptstraße durch Esko und kreuzt in der Ortsmitte die County Road 1. Alle weiteren Straßen sind untergeordnete und teils unbefestigte Fahrwege sowie innerörtliche Verbindungsstraßen.
12 km westlich von Scanlon befindet sich der Cloquet Carlton County Airport. Der nächste Großflughafen ist der 232 km südsüdwestlich gelegene Minneapolis-Saint Paul International Airport.

## Demografische Daten
Nach der Volkszählung im Jahr 2010 lebten in Esko 1869 Menschen in 683 Haushalten. Die Bevölkerungsdichte betrug 148,5 Einwohner pro Quadratkilometer. In den 683 Haushalten lebten statistisch je 2,74 Personen. 
Ethnisch betrachtet setzte sich die Bevölkerung zusammen aus 97,1 Prozent Weißen, 0,1 Prozent (zwei Personen) Afroamerikanern, 0,5 Prozent amerikanischen Ureinwohnern, 0,7 Prozent Asiaten sowie 0,1 Prozent (zwei Personen) aus anderen ethnischen Gruppen; 1,5 Prozent stammten von zwei oder mehr Ethnien ab. Unabhängig von der ethnischen Zugehörigkeit waren 0,7 Prozent der Bevölkerung spanischer oder lateinamerikanischer Abstammung. 
27,1 Prozent der Bevölkerung waren unter 18 Jahre alt, 61,9 Prozent waren zwischen 18 und 64 und 11,0 Prozent waren 65 Jahre oder älter. 48,2 Prozent der Bevölkerung war weiblich.

Das mittlere jährliche Einkommen eines Haushalts lag bei 79.025 USD. Das Pro-Kopf-Einkommen betrug 28.863 USD. 2,9 Prozent der Einwohner lebten unterhalb der Armutsgrenze.